# Labros Papakostas
Lambros Papakostas (řecky Λάμπρος Παπακώστας) (* 20. října 1969, Karditsa) je bývalý řecký sportovec, jehož specializací byla atletická disciplína skok do výšky. Jeho největším úspěchem jsou stříbrné medaile z halového mistrovství světa 1995 a 1997.
V roce 1988 se v kanadském Sudbury stal juniorským vicemistrem světa. V kvalifikaci skončila jeho cesta na letních olympijských hrách 1992 v Barceloně. Na evropském šampionátu 1994 v Helsinkách skončil ve finále osmý. O rok později neprošel kvalifikací na mistrovství světa v Göteborgu.
V Atlantě na letních olympijských hrách 1996 se umístil ve finále na šestém místě s výkonem 232 cm. Se stejným výkonem skončil šestý také na světovém šampionátu v Athénách v roce 1997. Na halovém mistrovství Evropy 1998 ve Valencii obsadil páté místo, když před ním byl na čtvrtém místě český výškař Jan Janků a bronz zde získal jeho bratr Tomáš.

## Osobní rekordy
- hala – 235 cm – 12. března 1995, Barcelona (národní rekord)
- venku – 236 cm – 21. června 1992, Athény (NR)